# 硕曲龙蜥
硕曲攀蜥（学名：Diploderma shuoquense），一种于中国四川省乡城县青德镇硕曲河谷发现的爬行动物，隶属于鬣蜥科（飞蜥科）攀蜥属。

## 鉴别特征
模式标本和配模标本均为雄性，体型中等，头体长（SVL）48.2－52.3mm；尾长适中，相对尾长（TAL/SVL）1.87－1.97；四肢长度适中，相对前肢长（FLL/SVL）0.45－0.49，相对后肢长（HLL/SVL）0.69－0.74；头部宽度适中，相对头宽（HW/HL）0.72－0.74；肛前鬣鳞数（MD）34－40；第四指下鳞数（F4S）13－16，第四趾上鳞数（T4S）19－21；鼓膜被鳞；颈鬣和背鬣不发达，在皮褶山没有明显竖立或隆起；具明显横向喉褶；头腹鱗光滑或微弱起棱，腹鳞明显起棱；头腹鱗片大小相同；无明显喉斑；具有黄白色或灰白色锯齿状背外侧条纹；眼眶两侧各有8－10条辐射纹；口腔、内唇和舌在生活时均为粉红色。